# Flattr

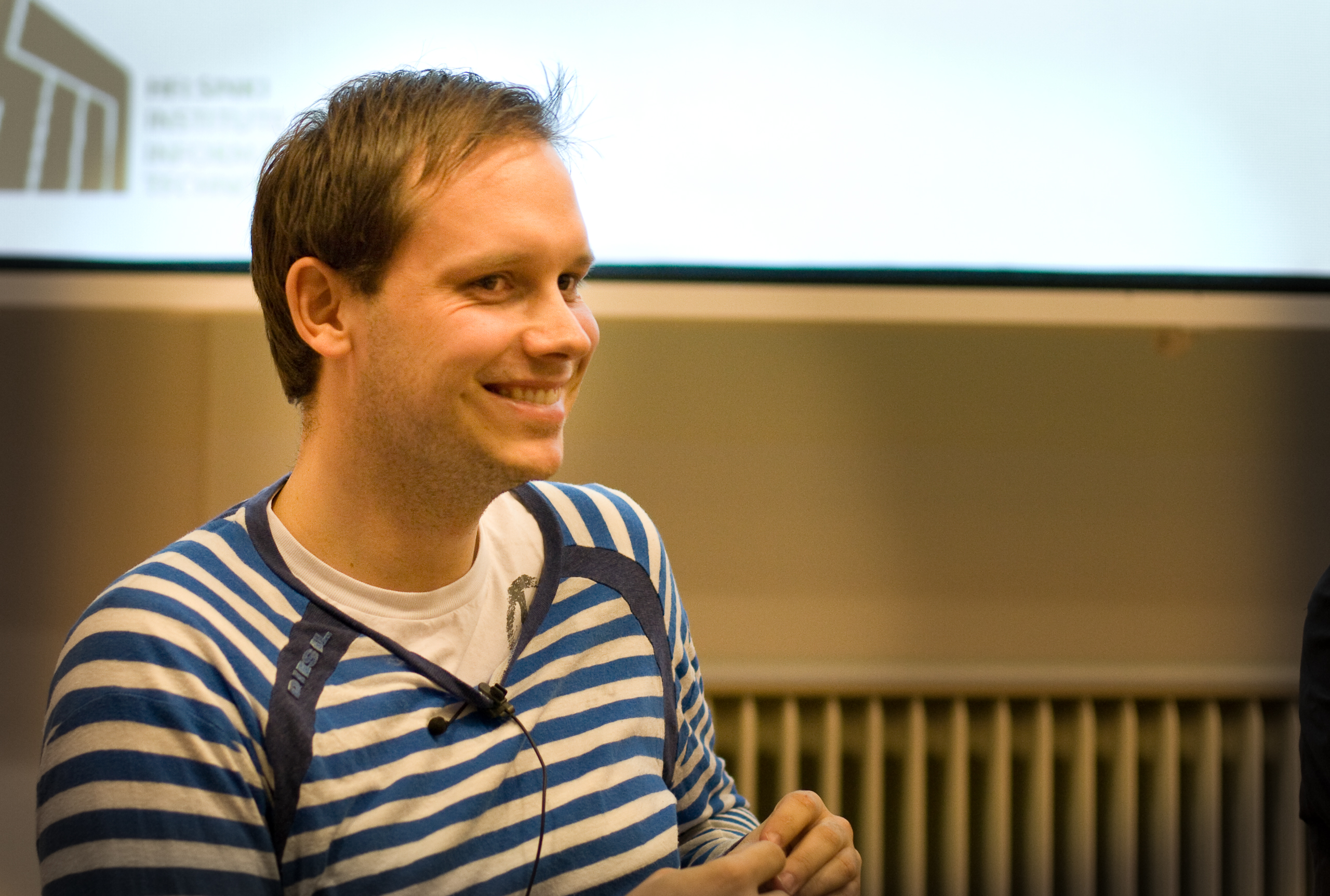
Peter Sunde, fondatore di Flattr

Flattr è stato un servizio di social payment, considerato anche come sistema di micropagamenti sociali (social micropayments) o microdonazioni. È stato lanciato nel marzo 2010, inizialmente solo su invito e poi definitivamente aperto al pubblico il 12 agosto dello stesso anno.Il servizio ha cessato la sua attività nel novembre del 2023.
Flattr è un progetto avviato da Peter Sunde e Linus Olsson. Gli utenti pagano una piccola somma ogni mese (minimo 2 euro) e poi cliccano i pulsanti di Flattr sui siti web per condividere il denaro con essi. Il denaro che essi pagano a questi siti è paragonabile ad una mancia su Internet. Il termine "flattr" è anche usato come verbo (in lingua inglese) per indicare i pagamenti attraverso il sistema Flattr; così quando un utente loggato al sito Flattr clicca su un pulsante "Flattr", si dice che effettua un flattring verso la pagina su cui si trova. Sunde ha affermato: "Vogliamo incoraggiare la gente a condividere denaro e contenuti."
All'inizio del servizio Flattr trattiene il 10% della rata flat mensile di tutti gli utenti sebbene questa quota potrebbe essere ridotta in seguito in caso di incremento degli utenti.
Nel dicembre 2010 Flattr ricevette attenzione su larga scala quando fu considerato un metodo per donare denaro a WikiLeaks, che è stato recentemente tagliato fuori da Paypal, Visa e Mastercard.
Il 28 aprile 2011 Flattr annunciò via email che, a partire dal 1º maggio 2011, non avrebbe più richiesto agli utenti di flattrare gli altri prima di poter essere flattrati.
A maggio 2016, Sunde annuncia che Flattr si è alleata con Adblock Plus per rilasciare Flattr Plus, un'estensione che permette agli utenti ad block di inviare automaticamente denaro ai proprietari dei siti quando una pubblicità viene bloccata.
Il 5 aprile 2017, la società tedesca eyeo (proprietaria di Adblock Plus) ha acquistato Flattr.
Nel mese di novembre 2023 il servizio è stato cessato. Il sito web è attivo per i saluti alla comunità e per eventuali contatti.

## Estensioni

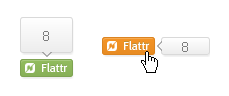
Le due versioni dei pulsanti di Flattr (design del luglio 2011). Ogni pulsante è stato cliccato otto volte. Il bottone destro cambia il suo colore in arancione quando il cursore si muove al di sopra (immagine non interattiva).

Dal momento che il servizio si basa sul cosiddetto network effect per dimostrarsi utile, è necessario che gli utenti aderiscano ed abbiano l'opportunità di "flattare" ed essere "flattrati". Un ampio numero di piattaforme, come WordPress, Blogger, Joomla e molte altre sono supportate. Per favorire una più rapida adozione, anche su siti che non supportano Flattr a livello nativo, è stato sviluppato Överallt ("dovunque" in Svedese) un plugin per Firefox. Questo permette ai browsers così equipaggiati di analizzare un semplice tag con testo in chiaro ([Flattr=ID]) e di sostituirlo in linea con il widget di Flattr. Questo permette di estendere la portata di Flattr facendo in modo che tutti i siti, non solo quelli che supportano Flattr, possano avere i suoi pulsanti.

### Per i contenutireal-worldo non-web
Flattr si è dimostrato utile per microdonazioni di contenuti offline, includendo quelli non-computer based, attraverso rilevazione cellulare di Codice QR. Un numero di servizi esistono per permettere il flattr-ing di contenuti non-web-based, inclusi contenuti offline usando le molte applicazioni per smartphone per il riconoscimento di codici Qr.
Utilizzare i codici QR collegati a pulsanti di Flattr permette di effettuare donazioni allo specifico item di scelta.

## Versamento di fondi
Versare o ritirare denaro da un account Flattr può essere fatto via PayPal, Moneybookers, diverse carte di credito (tra cui Visa, EC e MasterCard) e altri metodi.

## Riconoscimenti
- Migliore nuova Startup nel 2010 - TechCrunch Europe.[10]
- Hoola Bandoola Band.[11][12]
- Top-10 in Netexplorateur 2011.[13]